# 1925-ös magyar teniszbajnokság
Az 1925-ös magyar teniszbajnokság a huszonhetedik magyar bajnokság volt. A bajnokságot szeptember 4. és 8. között rendezték meg Budapesten, a MAC margitszigeti pályáján.

## Eredmények
| Versenyszám  | Arany                                                                | Arany | Ezüst                                                               | Ezüst | Bronz | Bronz |
| ------------ | -------------------------------------------------------------------- | ----- | ------------------------------------------------------------------- | ----- | --- | ----- |
| Férfi egyéni | Kehrling Béla MAC                                                    |       | Curt Bergmann Akademischen SV Dresden                               |       | Szergej Rodzianko Praha Paul Brick Wien                                                                         |       |
| Női egyéni   | Ilse Friedleben Frankfurter TC 1914 Palmengarten                     |       | Péteryné Várady Ilona MAC                                           |       | Margarete Janotta DSV Troppau Schréder Lászlóné BLKE                                                            |       |
| Férfi páros  | Curt Bergmann , Szergej Rodzianko Akademischen SV Dresden , Praha    |       | Kehrling Béla, Fittler Kamill MAC                                   |       | Kelemen Aurél, Göncz Lajos MACdr. Pétery Jenő, Kirchmayr Kálmán MAC                                             |       |
| Vegyes páros | Kehrling Béla, Ilse Friedleben MAC, Frankfurter TC 1914 Palmengarten |       | Curt Bergmann , Péteryné Várady Ilona Akademischen SV Dresden , MAC |       | Friedrich Rohrer , Gerta Amende LTC Brno , DLTC Praha Szergej Rodzianko , Margarete Janotta Praha , DSV Troppau |       |